# 名古屋市立穂波小学校
名古屋市立穂波小学校（なごやしりつ ほなみしょうがっこう）は、愛知県名古屋市瑞穂区河岸一丁目にある公立小学校。

## 概要
- 荒崎町、浮島町、内浜町、神穂町、神前町、河岸一丁目、塩入町、新開町の一部、苗代町、明前町、桃園町などが通学区域であり、公立中学校の進学先は名古屋市立田光中学校である[1]。

## 沿革
- 1950年（昭和25年）12月25日[注釈 1] - 名古屋市立堀田小学校から分離し、開校する。

## 交通アクセス
- 名古屋市営地下鉄名城線堀田駅下車、徒歩約5分。
- 名鉄名古屋本線堀田駅下車、徒歩約15分。

## 周辺施設
- 名古屋市立田光中学校
- 名古屋市立堀田小学校
- 名古屋市立井戸田小学校
- パロマ
- 名古屋市営地下鉄名城線堀田駅